# Dekanat lubieriecki
Dekanat lubieriecki – jeden z 48 dekanatów eparchii moskiewskiej obwodowej Rosyjskiego Kościoła Prawosławnego. Obejmuje cerkwie położone w części rejonie lubierieckim obwodu moskiewskiego. Funkcjonują w nim cztery cerkwie parafialne miejskie, sześć cerkwi parafialnych wiejskich, siedem cerkwi filialnych, cerkiew domowa, dwie cerkwie-baptysteria, trzy cerkwie szpitalne i siedem kaplic.
Funkcję dziekana pełni protojerej Dimitrij Murzjukow.

## Cerkwie w dekanacie[1]
- Cerkiew Zaśnięcia Matki Bożej w Żylinie

Kaplica Chrystusa Zbawiciela
- Cerkiew Przemienienia Pańskiego w Korieniewie
- Cerkiew Kazańskiej Ikony Matki Bożej w Kotielnikach

Kaplica Zwiastowania Matki Bożej
- Cerkiew Włodzimierskiej Ikony Matki Bożej w Kraskowie
- Cerkiew Świętych Piotra i Pawła w Lytkarinie

Cerkiew św. Mikołaja w Lytkarinie
Cerkiew św. Wielkiej Księżnej Elżbiety w Lytkarinie
- Cerkiew Trójcy Świętej w Lubiercach

Cerkiew św. Makarego Moskiewskiego w Lubiercach
Cerkiew-baptysterium Nowomęczenników i Wyznawców Rosyjskich w Lubiercach
- Cerkiew Przemienienia Pańskiego w Lubiercach

Cerkiew św. Innocentego Moskiewskiego w Lubiercach
Cerkiew św. Sergiusza z Radoneża w Lubiercach
Cerkiew Ikony Matki Bożej „Wszystkich Strapionych Radość” w Lubiercach
Cerkiew Ikony Matki Bożej „Wszystkich Strapionych Radość” w Lubiercach
Cerkiew domowa św. Mateusza Apostoła w Lubiercach
Cerkiew szpitalna Narodzenia św. Jana Chrzciciela
Cerkiew szpitalna św. Mikołaja
Cerkiew szpitalna św. Łukasza (Wojno-Jasienieckiego)
Kaplica św. Serafina z Sarowa
Kaplica św. Pantelejmona
Kaplica Wszystkich Świętych
Kaplica Zwiastowania Matki Bożej
Kaplica św. Aleksandra Newskiego
- Cerkiew Opieki Matki Bożej w Lubiercach
- Cerkiew Świętych Piotra i Pawła w Małachowce

Cerkiew-baptysterium św. Sergiusza (Lebiediewa) w Małachowce
- Cerkiew Trójcy Świętej w Oktjabrskim